# Mark Braverman (Mathematiker)

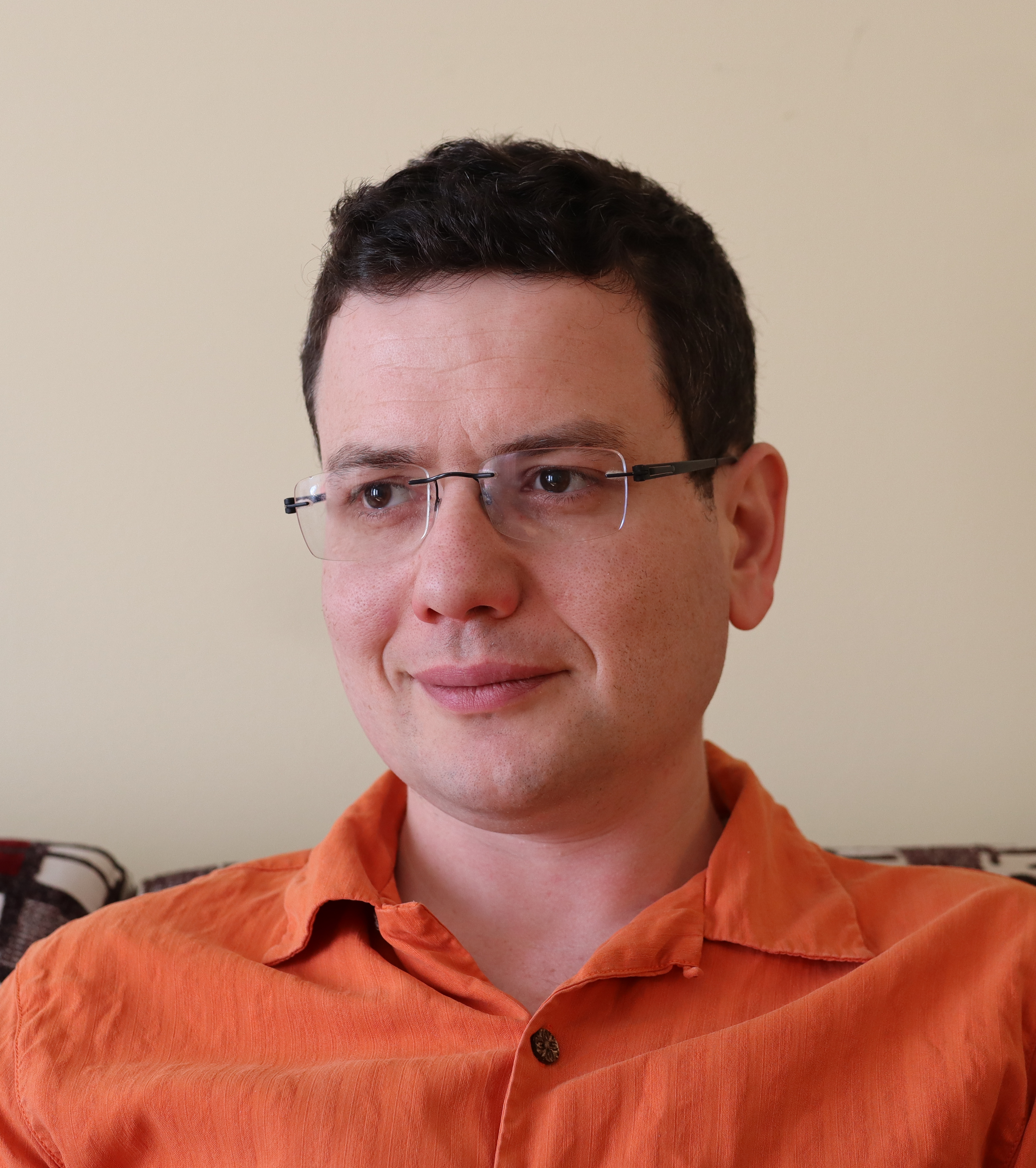
Mark Braverman

Mark Braverman (* 1984 in Perm) ist ein israelischer Mathematiker und Informatiker.
Braverman studierte Mathematik und Informatik am Technion in Haifa und wurde 2008 an der University of Toronto bei Stephen Arthur Cook promoviert (Computability and Complexity of Julia sets). Als Postdoktorand war er bei Microsoft Research in deren New England Lab angestellt. Er war Assistant Professor an der University of Toronto und ist seit 2011 an der Princeton University, wo er Professor ist.
Er befasst sich mit Komplexitätstheorie, Maschinenlernen, Algorithmen in Gegenwart von Zufallsstrukturen (Rauschen), Berechenbarkeitstheorie im Reellen und Komplexen, (algorithmischer) Spieltheorie und Anwendungen der Informatik in Medizin und Gesundheitswesen und in der Ökonomie. Insbesondere befasste er sich mit interaktiver Informations- und Codierungstheorie (Komplexität von Kommunikation).
2016 erhielt er den EMS-Preis. 2014 war er Invited Speaker auf dem Internationalen Mathematikerkongress in Seoul (Interactive information and coding theory).
2016 erhielt er den Presburger Award, war 2013 Packard Fellow und erhielt 2014 den SFCM Stephen Smale Prize und 2019 den Alan T. Waterman Award. 2022 erhielt er die IMU-Abakus-Medaille, 2024 einen Frederick-W.-Lanchester-Preis.